# Rubus macgregorii
Rubus macgregorii är en rosväxtart som beskrevs av F. Müll.. Rubus macgregorii ingår i släktet rubusar, och familjen rosväxter. Inga underarter finns listade i Catalogue of Life.